# Apogon lativittatus
Apogon lativittatus är en fiskart som beskrevs av Randall 2001. Apogon lativittatus ingår i släktet Apogon och familjen Apogonidae. Inga underarter finns listade i Catalogue of Life.